# 5782 Akirafujiwara
5782 Akirafujiwara eller 1991 AF är en asteroid i huvudbältet som upptäcktes den 7 januari 1991 av den australiensiske astronomen Robert H. McNaught vid Siding Spring-observatoriet. Den är uppkallad efter japanen Akira Fujiwara.
Den har den diameter på ungefär 4 kilometer.